# 시편 128편
시편 128편은 128번째 시편이다. 라틴어로는 "Beati omnes qui timent Dominum"이라고 한다.
그리스어 칠십인역과 라틴 불가타역에서 사용되는 약간 다른 번호 체계에서 이 시편은 시편 127편이다.
시편은 유대교, 가톨릭, 루터교, 성공회 및 기타 개신교 전례의 정규 부분을 형성한다.

## 내용
1. 여호와를 경외하며 그의 길을 걷는 자마다 복이 있도다
2. 네가 네 손이 수고한 대로 먹을 것이라 네가 복되고 형통하리로다
3. 네 집 안방에 있는 네 아내는 결실한 포도나무 같으며 네 식탁에 둘러 앉은 자식들은 어린 감람나무 같으리로다
4. 여호와를 경외하는 자는 이같이 복을 얻으리로다
5. 여호와께서 시온에서 네게 복을 주실지어다 너는 평생에 예루살렘의 번영을 보며
6. 네 자식의 자식을 볼지어다 이스라엘에게 평강이 있을지로다

### 히브리어 버전
| 절 | 내용                                                         |
| -- | ------------------------------------------------------------ |
| 1  | :שִׁיר, הַמַּעֲלוֹת אַשְׁרֵי, כָּל-יְרֵא יְהוָה—הַהֹלֵךְ, בִּדְרָכָיו.                 |
| 2  | יְגִיעַ כַּפֶּיךָ, כִּי תֹאכֵל; אַשְׁרֶיךָ, וְטוֹב לָךְ.                          |
| 3  | אֶשְׁתְּךָ, כְּגֶפֶן פֹּרִיָּה—בְּיַרְכְּתֵי בֵיתֶךָ: בָּנֶיךָ, כִּשְׁתִלֵי זֵיתִים—סָבִיב, לְשֻׁלְחָנֶךָ. |
| 4  | הִנֵּה כִי-כֵן, יְבֹרַךְ גָּבֶר—יְרֵא יְהוָה.                                |
| 5  | יְבָרֶכְךָ יְהוָה, מִצִּיּוֹן: וּרְאֵה, בְּטוּב יְרוּשָׁלִָם—כֹּל, יְמֵי חַיֶּיךָ.           |
| 6  | וּרְאֵה-בָנִים לְבָנֶיךָ: שָׁלוֹם, עַל-יִשְׂרָאֵל.                             |

## 주제
익명으로 기록된 시편 128편은 유배 기간 이후(즉, 기원전 539년경 이후)로 거슬러 올라간다.
제이미슨 포셋 브라운 성경 주석(Jamieson-Fausset-Brown Bible Commentary)은 스가랴 8장 1-8절을 "이 시편에 대한 실질적 주석"(virtual commentary)이라고 설명한다.

## 6절
이 구절은 창세기 48장 11절에서 야곱이 그의 아들 요셉과 재회한 것을 회상한다. "이스라엘[야곱]이 요셉에게 이르되 내가 네 얼굴을 보려고 생각하지 못하였더니 하나님이 네 자손도 내게 보이셨도다 그리고 욥의 회복에 반영되어 있다: 이 후 욥은 백사십 년을 살면서 사 대에 걸쳐 그의 자녀와 손자들을 보았다." 잠언 17장 6절도 같은 생각을 찬양한다. 손자는 노인의 면류관이다.
펄핏 주석(Pulpit Commentary)에 따르면 시편 125편에도 나오는 이스라엘의 평화를 위한 결론 기도는 "분리된 절"로 간주하는 것이 가장 좋다.